# Pokémon Stadium 2
Pokémon Stadium 2 är ett Nintendo 64-spel utvecklat av HAL Laboratory.

## Spelupplägg
Det huvudsakliga målet i spelet är att klara av olika kupper där man tävlar med sina Pokémon i Pokémonstrider med olika förutsättningar, samt att besegra gymledarna i Gym Leader Castle. När man vunnit alla kupper och besegrat alla gymledare möter man rivalen från Pokémon Gold och Silver, och när man besegrat honom låser man upp en svårare nivå.
De 250 första Pokémon finns tillgängliga i detta spel.

### Stadium
I Stadium-läget tävlar man i Pokémonstrider för att vinna kupper. Det finns fyra olika kupper att delta i, med olika förutsättningar.

### Gymledare
I gymledartornet ska spelaren besegra Johto-gymledarna samt rivalen från Pokémon Gold och Silver-spelen.

### Friläge
I friläget kan upp till fyra spelare ha övnings-Pokémonstrider där inga pris finns att vinna.

### Minispel
I minispelen, Mini-Game Park, kan upp till fyra spelare mot varandra i tolv olika minispel.